# Microtus ilaeus
Microtus ilaeus — вид мишоподібних ссавців з родини хом'якових.

## Морфологічна характеристика
Довжина тулуба й голови 100–127 мм, довжина хвоста 32–48 мм, задні ступні 17–20 мм, вуха 12 мм. Волосяний покрив на верхніх частинах тіла сірувато-коричневий, на нижніх — жовтаво-буро-сірий. Хвіст блідо-коричневий зверху й білий знизу. Верхні частини лап білі. 

## Середовище проживання
Проживає в західній і центральній Азії — Афганістан, Китай (пн. Сіньцзян), Казахстан, Киргизстан, Таджикистан, Узбекистан.
Населяє ліс, лісостеп і чагарниковий луг.

## Загрози й охорона
У всьому ареалі цього виду немає серйозних загроз. Немає відомих заходів щодо збереження цього виду. Він може бути присутнім на заповідних територіях.